# Panorpodes maculata
Panorpodes maculata is een schorpioenvlieg uit de familie van de Panorpodidae. De wetenschappelijke naam van de soort is voor het eerst geldig gepubliceerd door Miyamoto in 1977.
De soort komt voor in Japan.